# شروران
شروران (انگلیسی: Villains) یک فیلم ترسناک کمدی سیاه آمریکایی محصول سال ۲۰۱۹ به نویسندگی و کارگردانی دن برک و رابرت اولسن است.

## داستان
یک زوج، میکی و ژول به طور ناشیانه یک ایستگاه بنزین را غارت کرده و به سمت فلوریدا فرار می‌کنند و آخرین عملیات خود را جشن می‌گیرند. در حین رانندگی در جنگل، ماشین آنها از بنزین خالی می‌شود. این زوج یک خانه بزرگ و منزوی را پیدا می‌کنند که هیچ نشانه‌ای از صاحبان آن وجود ندارد. با دیدن یک وسیله نقلیه در گاراژ، آنها درب ورودی را شکسته و به دنبال یک کان بنزین می‌گردند. در زیرزمین، آنها یک دختر کوچک کثیف و لال را پیدا می‌کنند که به ستون زنجیر شده است.
با بازگشت به طبقه بالا برای پیدا کردن راهی برای آزاد کردن دختر، این دو با صاحبان خانه جرج، گلوریا و پسر نوزادشان اتان مواجه می‌شوند. جرج و گلوریا به آرامی پول پیشنهاد می‌دهند، اما ژول مصر است که بداند چرا دختر کوچک در زیرزمین است. جرج توضیح می‌دهد که "سوییت‌پای" آنها در آنجا برای تنبیه است. میکی آنها را با اسلحه تهدید می‌کند، اما جرج آنها را متقاعد می‌کند که بنشینند و صحبت کنند. جرج به آرامی به زوج می‌گوید که وسیله نقلیه خود را بردارند و بروند. میکی پیشنهاد آنها را رد می‌کند و خواسته ژول برای آزاد کردن دختر را تأیید می‌کند.
پس از اینکه جرج زنجیر سوییت‌پای را باز می‌کند، میکی سعی می‌کند او را ترغیب کند که جلو بیاید، اما او دست میکی را گاز می‌گیرد. جرج او را بیهوش می‌کند و گلوریا ژول را مهار می‌کند. میکی با دست‌بند به تختخواب بسته می‌شود. گلوریا او را وسوسه می‌کند، اما وقتی او را برانگیخته نمی‌کند، ناراحت می‌شود. در بازدید بعدی گلوریا، میکی عذرخواهی می‌کند. او گلوریا را وسوسه می‌کند و او را متقاعد می‌کند که دستبندها را باز کند، سپس او را کنار می‌زند و فرار می‌کند. با این حال، جرج او را در پا می‌زند و او را در زیرزمین با ژول می‌بندد. میکی از حلقه زبان ژول برای باز کردن دستبند خود استفاده می‌کند. با این حال، ژول حلقه خود را می‌شکند تا دستبند میکی را باز کند. او از طریق دریچه لباسشویی از زیرزمین فرار می‌کند.
با پیدا کردن ژول، جرج میکی را برای اطلاعات کتک می‌زند. میکی به جرج می‌گوید که ژول در نقطه ملاقات آنها منتظر است و اگر او ظاهر نشود، به پلیس خواهد رفت. جرج موافقت می‌کند که میکی را آزاد کند. ژول که در اتاق نوزاد مخفی شده است، متوجه می‌شود که "نوزاد اتان" در واقع یک عروسک چینی است. با شنیدن صحبت‌های میکی و جرج در طبقه پایین، ژول سوءتفاهم می‌کند و فکر می‌کند جرج قصد کشتن میکی را دارد. ژول از "اتان" به عنوان اهرم استفاده می‌کند و تهدید می‌کند که عروسک را پایین بیندازد و خواستار آزادی میکی می‌شود. گلوریا به سمت او شلیک می‌کند و باعث می‌شود که ژول عروسک را بیندازد و بشکند.
اسیران با نوار چسب به میز ناهارخوری بسته می‌شوند در حالی که گلوریا غذا می‌پزد. جرج توضیح می‌دهد که گلوریا همیشه خواهان داشتن فرزند بوده است، اما آنها قادر به داشتن آن نبوده‌اند. آنها سوییت‌پای را در سن جوانی ربوده‌اند، اما کار نکرده است. گلوریا خواستار کشتن او بوده است، اما جرج او را در زیرزمین زندانی کرده است. میکی و ژول شروع به احساس سبکی سر می‌کنند از خوردن غذای مخدر. جرج توضیح می‌دهد که قصد دارد پس از بیهوش شدن آنها به آنها یک اوردوز هروئین بدهد. قبل از اینکه جرج و گلوریا بتوانند اقدام کنند، آنها با ورود یک افسر پلیس که در مورد سرقت ایستگاه بنزین تحقیق می‌کند، منحرف می‌شوند. ژول هوشیار می‌شود، کوکائین را از کیف خود بیرون می‌آورد و آن را استشمام می‌کند و با استفاده از این حالت تهییج‌شده، توانایی غلبه بر داروهای آرام‌بخش را پیدا می‌کند. او به همین روش میکی را بیدار می‌کند.
با پیدا کردن اتاق خالی و پنجره باز، جرج و گلوریا به بیرون می‌روند تا به دنبال میکی و ژول بگردند. با این حال، این زوج همچنان در داخل خانه هستند. آنها سوییت‌پای را می‌گیرند و سوار ماشین جرج می‌شوند. جرج مانع فرار آنها می‌شود و میکی را به ضرب گلوله می‌کشد قبل از اینکه زیر ماشین له شود. جرج، با وجود مجروح شدن اما زنده ماندن، سعی می‌کند ژول را خفه کند، اما شیرین‌پای با اسلحه خود جرج را به قتل می‌رساند. گلوریا جرج را در آغوش می‌گیرد و زمزمه می‌کند که او فقط استراحت می‌کند. ژول و سوییت‌پای از آنجا دور می‌شوند و سوار ماشینی به سمت فلوریدا می‌شوند.

## تولید
فیلمنامه "شروران" (Villains) توسط دن برک و رابرت اولسن در فهرست سیاه سال ۲۰۱۶ قرار گرفت، که فهرستی از محبوب‌ترین فیلمنامه‌های غیرتولید شده آن سال است. توسعه این پروژه با انتخاب بیل اسکاشگورد و مایکا مونرو در نقش‌های اصلی در مارس ۲۰۱۸ آغاز شد. دو هفته بعد، کایرا سدگویک و جفری دونووان به بازیگران پیوستند و فیلمبرداری اصلی در همان هفته در شهر نیویورک آغاز شد. در ۱۳ آوریل ۲۰۱۸، دونووان در توییتر اعلام کرد که برای فیلم "ویلن‌ها" کار خود را به پایان رسانده است.